# یاغی (مجموعه نمایش خانگی)
یاغی مجموعهٔ تلویزیونی درام ایرانی است که برای سرویس نمایش خانگی فیلیمو ساخته شده‌است. محمد کارت کارگردانی این مجموعه را بر عهده داشت و فیلم‌نامهٔ آن را پدرام پورامیری، حسین امیری دوماری و کارت با نگاهی به رمان سالتو به نگارش درآورده‌اند. این مجموعه به سفر قهرمان کشتی‌گیر مشتاقی از طبقهٔ کارگر می‌پردازد که گرفتار مشکلات طبقهٔ ممتاز جامعه می‌شود. بازیگران اصلی این مجموعه پارسا پیروزفر، علی شادمان، طناز طباطبایی، امیر جعفری، نیکی کریمی، فرهاد اصلانی، مهدی حسینی‌نیا، آبان عسکری، مه‌لقا باقری، عباس جمشیدی‌فر، جواد خواجوی و الیکا ناصری هستند.
یاغی در ۲۹ اردیبهشت ۱۴۰۱ به نمایش درآمد و در ۳۱ شهریور متشکل از ۲۰ قسمت به پایان رسید. این مجموعه در اوایل پخش با استقبال منتقدان و مخاطبان مواجه شد اما قسمت‌های بعدی مورد انتقاد قرار گرفت. این مجموعه در جشن حافظ نامزد جایزهٔ بهترین سریال تلویزیونی و پلتفرم‌های استریم آنلاین شد.

## خلاصهٔ داستان
جاوید، نوجوانی از مناطق جنوب شهر تهران، به دلیل شرایط خاص زندگی خود تا کنون موفق به دریافت شناسنامه و اثبات هویت قانونی‌اش نشده است. او که از سختی‌های زندگی خود به ستوه آمده، در تلاش است تا مسیری برای آغاز یک زندگی پایدار و محترمانه بیابد. یکی از اهداف او ازدواج با دختری به نام اَبرا است، که میانشان علاقه‌ای عمیق وجود دارد. برای حل مشکل هویتی خود، جاوید در جستجوی مدارکی است که بتواند اثبات کند مرحوم محمود گنجی پدر او بوده است. با این حال، گزینه‌ای جز انجام آزمایش ژنتیک باقی نمانده و این امر مستلزم رضایت خانوادهٔ پدری اوست که از همکاری سر باز می‌زنند. هم‌زمان، جاوید با بهمن، فردی که به تربیت کشتی‌گیران جوان می‌پردازد، آشنا می‌شود و این فرصت برای او فراهم می‌شود تا رؤیای ورزشی خود را دنبال کند. در مسیر این تلاش‌ها، رخدادهای گوناگونی رقم می‌خورند که بر زندگی او تأثیر می‌گذارند.

## بازیگران
| بازیگر         | نقش                              |
| -------------- | -------------------------------- |
| پارسا پیروزفر  | بهمن ( همسر طلا )                |
| علی شادمان     | جاوید ( عاشق ابرا ، برادر عاطی ) |
| طناز طباطبایی  | طلا ( همسر بهمن )                |
| امیر جعفری     | اسماعیل مقانلو (اسی قلک)         |
| نیکی کریمی     | شیما ( همسر بهمن )               |
| فرهاد اصلانی   | اکبر مجلل                        |
| مهدی حسینی‌نیا  | رحمان ( برادر بهمن )             |
| آبان عسکری     | عاطی ( خواهر جاوید )             |
| الیکا ناصری    | ابرا ( عاشق جاوید )              |
| مه‌لقا باقری    | نرگس ( مادر ابرا )               |
| عباس جمشیدی‌فر  | علی گرگین                        |
| جواد خواجوی    | حامد                             |
| ناهید مسلمی    | عمه گنجی ( عمه جاوید )           |
| بهرام ابراهیمی | احسان                            |
| امیررضا دلاوری | پلیس                             |
| محمد صابری     | خلیل                             |
| توفیق حیدری    | سعید                             |
| سامان مهکویه   | رضا                              |
| افشین حسن لو   | لالی                             |
| شهاب کرلو      | امید رستمی                       |
| حسن همتی       | نیم بطری                         |
| رضا صادقی      | رضا صادقی                        |
| سعید شمس       | سعید شمس                         |
| حسین فسنقری    | حسین فسنقری                      |

## پخش
قسمت نخست یاغی در ۲۹ اردیبهشت ۱۴۰۱ از طریق سرویس فیلیمو به نمایش درآمد و قسمت‌های بعدی به صورت هفتگی هر پنجشنبه تا ۳۱ شهریور پخش شدند. قسمت ۱۳ و ۱۴ به‌دلیل مشکلات قضایی و توقیف مجموعهٔ دیگر فیلیمو، جیران، در ۲۰ و ۲۱ مرداد پخش شد.

## بازخورد

### منتقدان
قسمت‌های نخست یاغی با نظرات مثبتی از طرف منتقدان مواجه شد و مورد استقبال مخاطبان قرار گرفت. اما قسمت‌های بعدی این مجموعه از نظر منتقدان و مخاطبان عملکرد ضعیفی داشت.
وجیهه امیرخانی از همشهری‌آنلاین در بررسی قسمت یکم، ضرب‌آهنگ، اجرای بازیگران و شخصیت‌پردازی را تحسین کرد. فرید متین از وبگاه زومجی در نقد دو قسمت اول، نقش‌آفرینی بازیگران و روند داستان‌سرایی آن را ستایش کرد اما برخی از دیالوگ‌ها و صحنه‌های اضافه مجموعه را مورد انتقاد قرار داد. او به تصویر کشیدن «آدم‌های لات و اراذل» را سبک کارگردانی محمد کارت دانست که در آثار قبلی‌اش مشاهده می‌شود. منتقدی در ایرنا «پیش‌بینی‌ناپذیر بودن آن» را نقطهٔ قوت مجموعه دانست و افزود «فیلمنامه پیچیده سریال مدام به مخاطبش رودست می‌زند و او را به مسیری می‌برد که فکرش را نمی‌کرده‌است.»
به عقیدهٔ روزنامهٔ وطن امروز، ژانر یاغی مشخص نیست. گل‌بو فیوضی، منتقد سینما و تلویزیون، از تغییر ژانر یاغی انتقاد کرد و افزود که مجموعه «آدرس اشتباه می‌دهد و همه‌چیز ساده‌لوحانه و در کم‌ترین اعتماد ممکن به هوش مخاطب پیش می‌رود». رعنا مقیسه از روزنامهٔ فرهیختگان در تحلیلی با تیتر «قهرمان قلابی» نوشت که این مجموعه به‌دلیل نمایش نادرست «روابط انسانی درست و کاراکترهایش در همان چند قسمت ابتدایی زمین‌می‌خورد. فیلمساز از جاوید قهرمان جهان هم که بسازد، در چشم ما پسری بی‌عزت‌نفس و ترحم‌برانگیز است که جامه قهرمانی به تنش زار می‌زند.» بهنام شریفی، منتقد سینما و تلویزیون در واکنش به برخی نکات یاغی نوشت: «هفت قسمت از این سریال گذشته ولی هنوز قصه شروع نشده‌است. همه المان‌های فیلم فارسی را بازتعرفی کنی، نگاه دقیقی به درد و فقر و نکات شخصیت‌پردازی نداشته باشی، بازیگر نقش اولت یادش برود لهجه خاصی دارد و در سکانس‌ها یکی درمیان لهجه بگیرد، آنقدر پس زمینه شخصیت بهمن را از روی نابلدی پنهان کنی که صدای مخاطب درآید و یک کارگردانی تقلیل داده شده. یاغی در بهترین حالت یک اثر زیر متوسط است.» مهدی افروزمنش، نویسنده رمان سالتو از اینکه کارگردان برای دست‌یابی به «تمام لایه‌های داستان» از او مشورت نگرفت ناخشنود بود و نظر مثبتی به مجموعه نداد. مهسا بهادری از خبرآنلاین نیز پایان مجموعه را نپسندید و گفت کارگردان سریال فقط می‌خواست پایان داستان «را از سر خودش باز کند».

### تاثیر فرهنگی
به گزارش ایمنا، پخش این مجموعه باعث افزایش فروش رمان سالتو شد و به گفتهٔ هیئت کشتی استان تهران، بعد از پخش این مجموعه ثبت‌نام در کلاس‌های کشتی افزایش داشته‌است.

### جایزه‌ها و نامزدی‌ها
| جایزه                    | رده                        | نامزد            | نتیجه    | منبع   |
| ------------------------ | -------------------------- | ---------------- | -------- | ------ |
| بیست‌ودومین دوره جشن حافظ | بهترین بازیگر زن درام      | طناز طباطبایی    | نامزدشده | [ ۱۶ ] |
| بیست‌ودومین دوره جشن حافظ | بهترین بازیگر مرد درام     | امیر جعفری       | نامزدشده | [ ۱۶ ] |
| بیست‌ودومین دوره جشن حافظ | بهترین بازیگر مرد درام     | علی شادمان       | نامزدشده | [ ۱۶ ] |
| بیست‌ودومین دوره جشن حافظ | بهترین کارگردانی تلویزیونی | محمد کارت        | نامزدشده | [ ۱۶ ] |
| بیست‌ودومین دوره جشن حافظ | بهترین مجموعه تلویزیونی    | سید مازیار هاشمی | نامزدشده | [ ۱۶ ] |